# The Millionaire Vagabonds
Pour plus de détails, voir Fiche technique et Distribution.
The Millionaire Vagabonds est un film muet américain réalisé par Lem B. Parker et sorti en 1912.

## Fiche technique
- Titre : The Millionaire Vagabonds
- Réalisation : Lem B. Parker
- Scénario : Lem B. Parker
- Producteur :  William Selig
- Société de production : Selig Polyscope Company
- Société de distribution : General Film Company
- Pays d'origine :  États-Unis
- Langue : Anglais
- Format : Noir et blanc — 35 mm — 1,33:1 — Muet
- Genre : Comédie
- Durée : 10 minutes
- Dates de sortie : 
  -  États-Unis : 18 décembre 1912
  -  Royaume-Uni : 9 mars 1913

## Distribution
- Harold Lockwood : Dustin Lains
- George Hernandez : Pike A. Long
- Eugenie Besserer : Mrs Knobhill
- Wheeler Oakman : Mr Knobhill
- Frank Richardson : Otto Sellers
- Clyde Garner : le chauffeur